# 'Ndrina Latella
I Latella-Ficara sono una delle più potenti 'ndrine nella città di Reggio Calabria, che controlla i quartieri Ravagnese, Croce Valanidi e Pellaro, e in collaborazione con i De Stefano e i Pelle.
L'attuale capobastone era anche capo-società nel Crimine, una struttura apicale dell'organizzazione criminale calabrese.

## Storia

### Anni '80
Negli anni '80 sono coinvolti in una faida tra i Latella-Ficara e i Chilà-Ambrogio di Pellaro con a capo Giuseppe Chilà.

### Anni '90
Il 1º ottobre 1996 viene arrestato dai Carabinieri Vincenzo Ficara, ritenuto esponente di spicco della cosca.

## Fatti recenti
- Il 22 aprile 2010 si conclude l'operazione Reale che porta all'arresto di 8 persone, di cui 5 affiliate ai Pelle e 3 ai Ficara-Latella (Latella Antonino, 1949; Ficara Giovanni, 1964; Billari Costantino, 1980) che da come emerge dalle indagini, tentavano di avvicinarsi ai Pelle per ottenere maggior prestigio e più potere.[1]
- L'11 marzo 2011 durante l'operazione Reggio Sud vengono arrestate 33 persone, presunte affiliate dei Latella, accusate di associazione mafiosa, estorsione, riciclaggio, detenzione abusiva di armi e falso ideologico; e sequestrati beni del valore di 60 milioni di euro.[2][3]
- Il 24 febbraio 2012 nell'operazione Affari di famiglia  i carabinieri di Reggio Calabria arrestato 5 persone presunte affiliate ai Ficara-Latella e Iamonte e sequestrano 20 milioni di euro di beni, sono accusati di estorsione nei confronti di quelle aziende che stavano eseguendo i lavori di ammodernamento della statale 106 nei tratti dove le 'ndrine esercitavano il loro potere (pretendevano il 4% dell'appalto).[6]
- Il 6 novembre 2013 la Guardia di Finanza di Reggio Calabria conclude l'operazione Araba Fenice che ha portato all'esecuzione di 47 ordinanze di custodia cautelare a Reggio Calabria. Sono accusati di associazione mafiosa, trasferimento fraudolento di beni, attività finanziaria abusiva, corruzione e peculato. Hanno inoltre sequestrato 14 società e beni del valore di 90 milioni di euro. I "colletti bianchi" arrestati sarebbero riconducibili alle famiglie Rosmini, Latella, Serraino, Audino e Nicolò.[7][8]

## Capibastone
- Antonino Latella, arrestato nel 2010.
- Giuseppe Pino Ficara (1966)
- Vincenzo Ficara (1969)